# 주오이치바마에역
주오이치바마에역(일본어: 中央市場前駅, ちゅうおういちばまええき)은 일본 효고현 고베시 효고구에 있는 고베 시영 지하철 가이간 선의 역이다. 역 번호는 K05이다.

## 역 구조
섬식 승강장 1면 2선의 구조를 갖는다.
지상 출입구는 엘리베이터가 설치된 1번 출입구, 중앙도매시장 쪽의 2번 출입구(개업 당시에는 1번 출입구 쪽도 중앙도매시장이었다), 나중에 개통된 연락 통로를 통해 이온몰 고베 미나미와 직결되는 출입구 등 3곳이 있다. 주변에는 예로부터 일송무역으로 번성하고 헤이세이 세이모리(平清盛)의 항구 건설로 유명한 오와타마치(大輪田泊)가 있었다고 하며, 그 외에도 겐페이(源平)나 구스노기 마사무네(楠木正成)와 관련된 사적 등이 산재한 지역이기도 하므로 역의 이미지 테마를 '역사의 오솔길'로 정했다. 개찰구 밖 콘코스에는 '츠지 광장'이라는 공간을 마련하고 바닥과 천장의 사양을 변경하여 변화를 주는 한편, 그 주변에는 지역의 사적을 소개하는 패널을 설치하여 효고구에서 추진하고 있는 '효고츠의 길' 정비와 연계를 꾀했다. 한편, 홈은 표현을 절제하고 해안선의 통일감을 해치지 않는 심플한 표현으로 했다.

### 승강장
| 승강장 | 노선      | 행선                        |
| ------ | --------- | --------------------------- |
| 1      | 가이간 선 | 산노미야하나도케이마에 방면 |
| 2      | 가이간 선 | 와다미사키・신나가타 방면   |

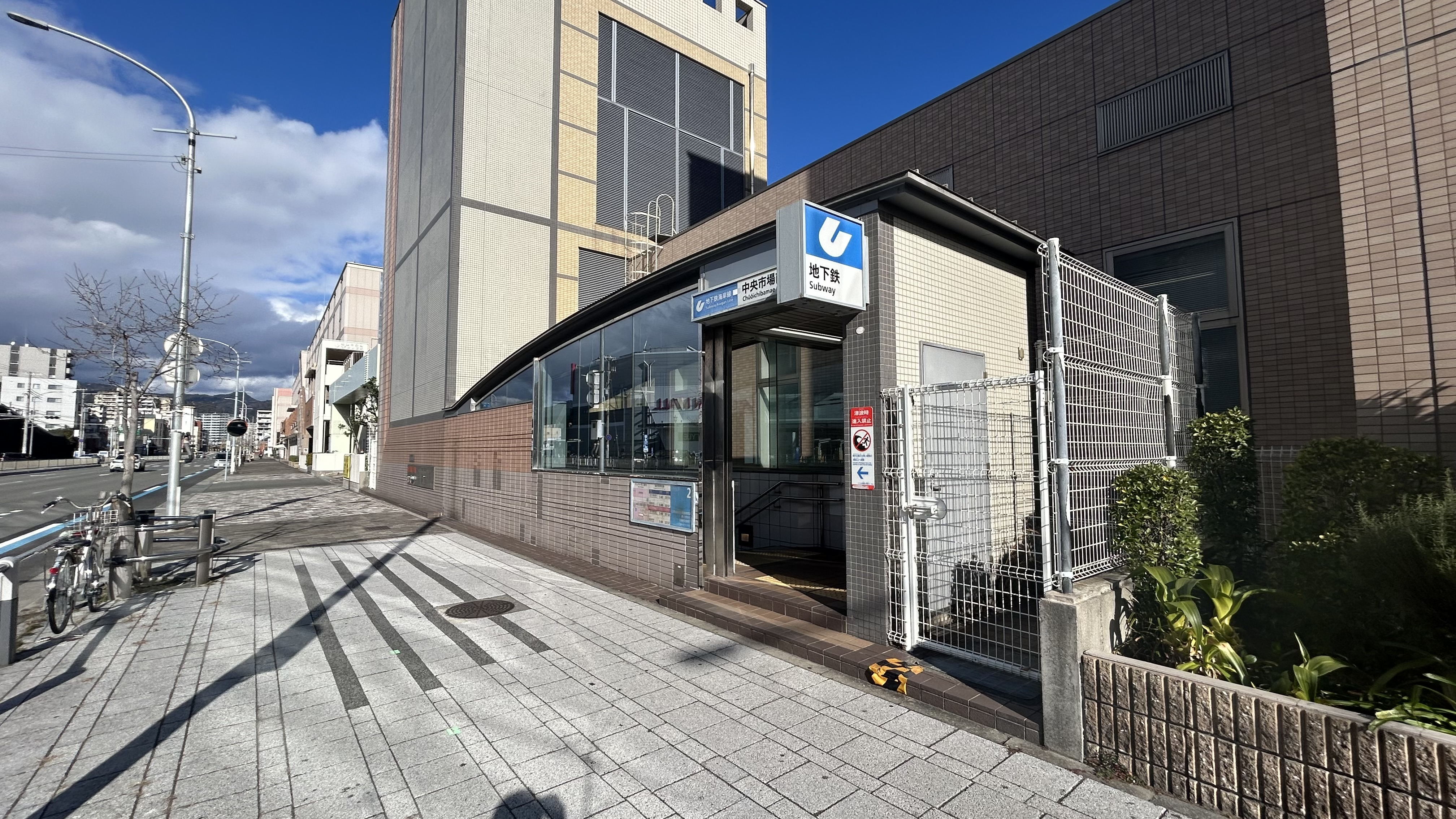
2번 출입구
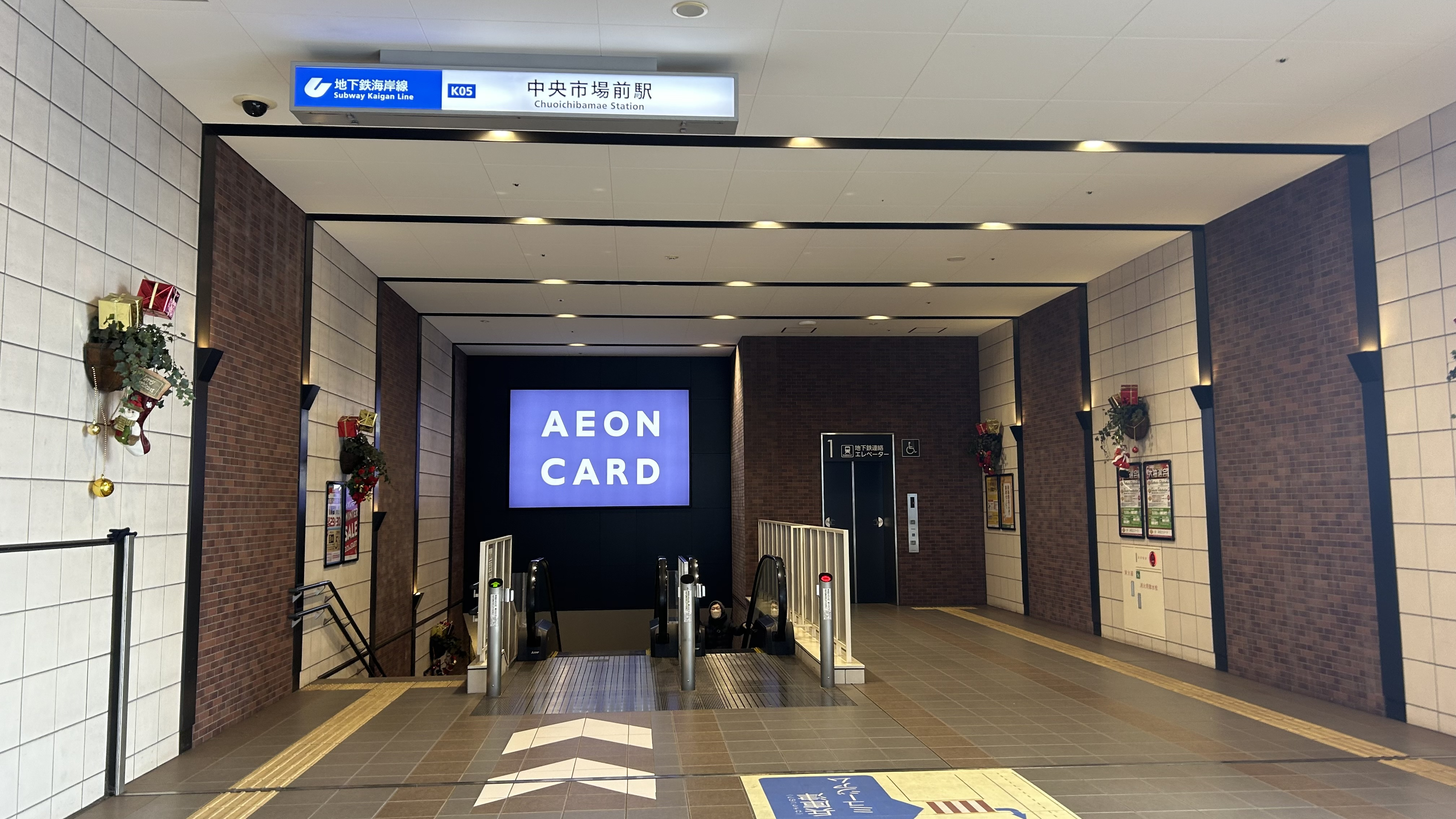
이온몰 출입구
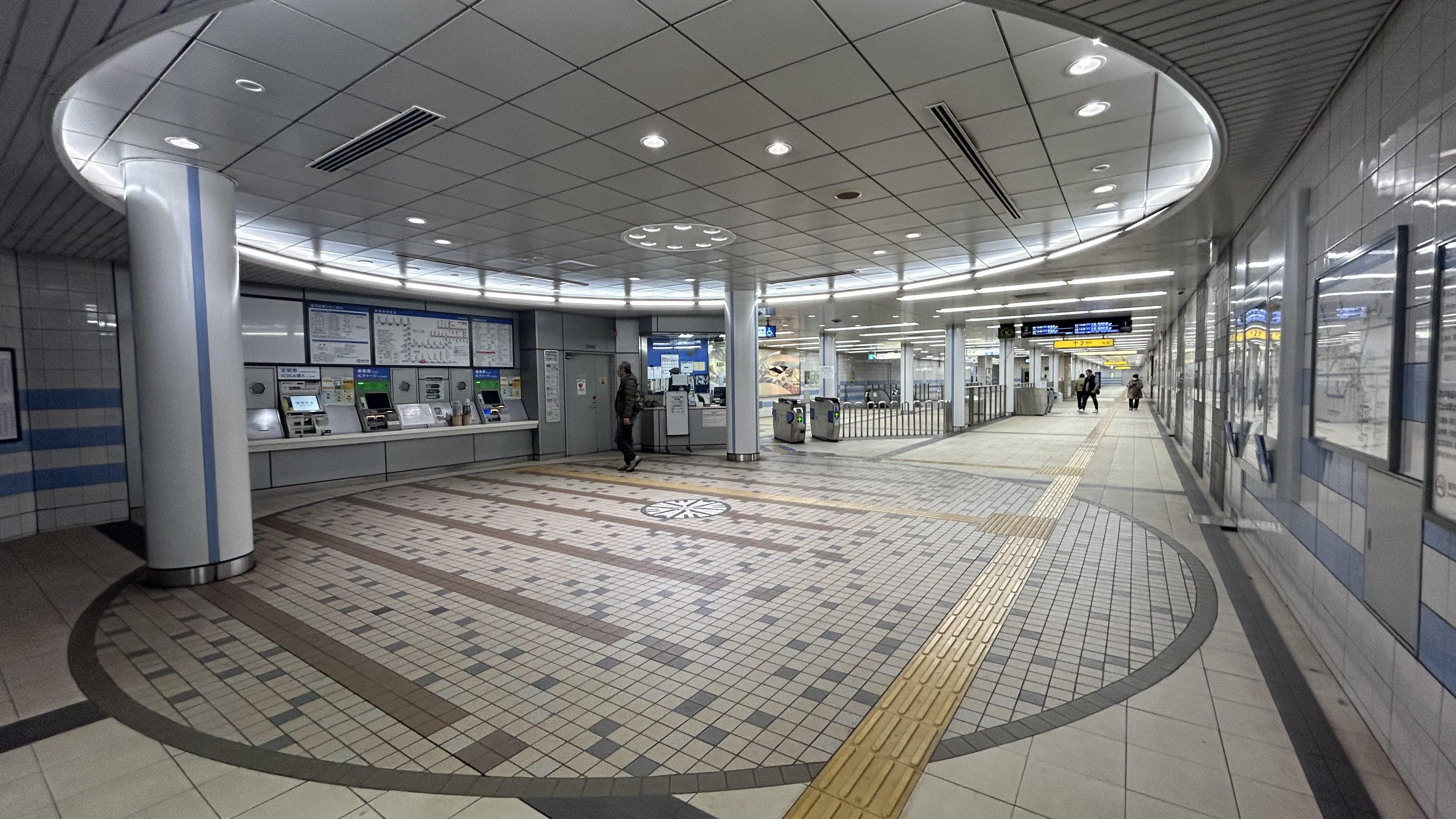
개찰구
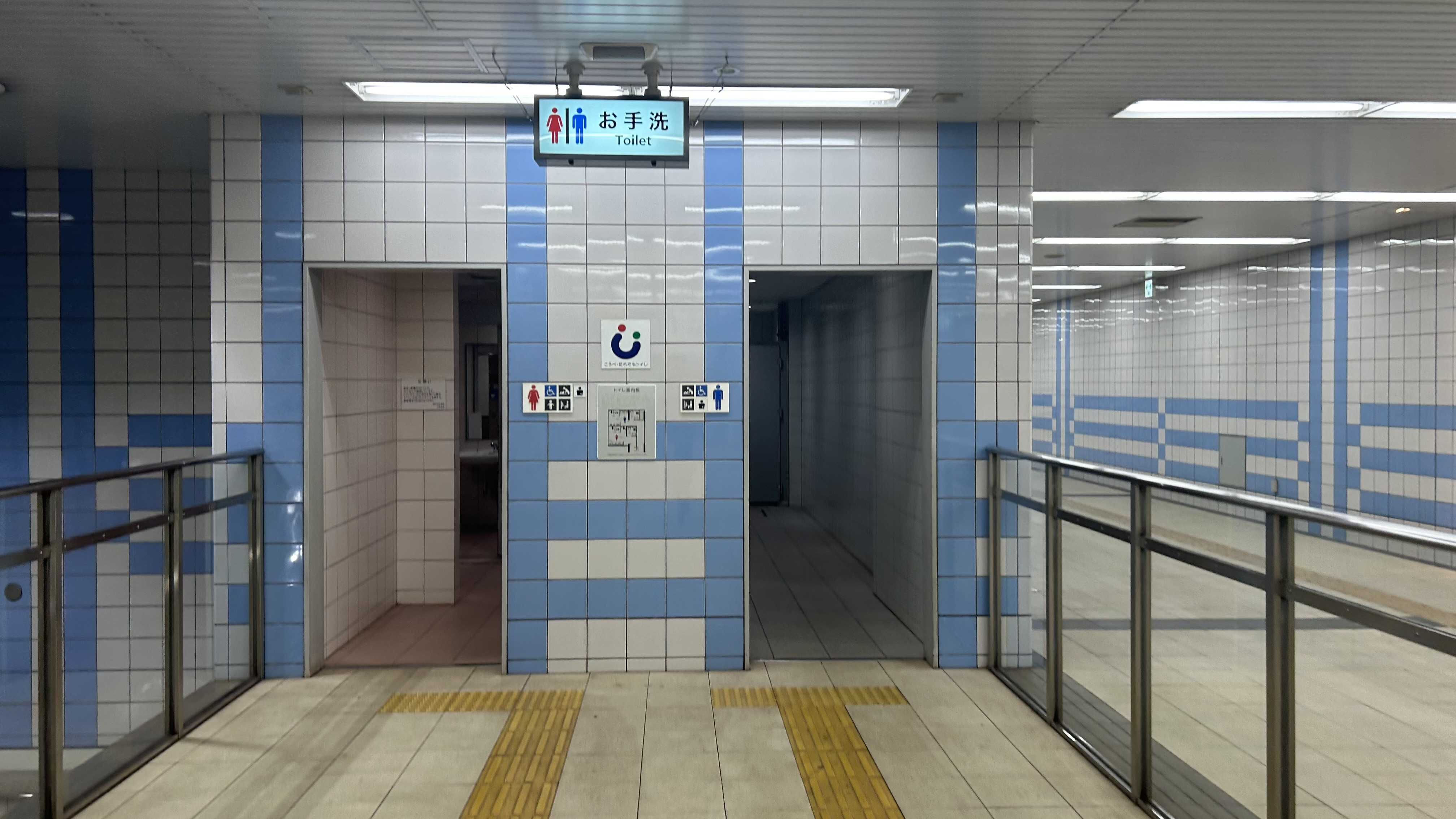
화장실

## 역 주변
본 역 주변은 에도 시대 이전에 번성했던 효고쓰의 중심에 해당되는 지역이다(효고쓰는 대체로 고베역・효고역・와다미사키역을 축으로 둘러쌓인 범위이다).
- 고베 시 중앙 도매 시장 본고장
- 효고 항 - 역 주변 일대는 과거의 효고쓰에서 교가시마의 유적으로 알려졌다.
- 기요모리쓰카
- 노후쿠지
- 신코지
- 라이코지
- 야쿠센지
- 곤코지
- KOBE de 기요모리 2012역사관 - 2012년 NHK 대하드라마 "다이라노 기요모리"의 방영에 맞추어 전개된 관광 캠페인의 하나로서 설치된 역사 전시관이다. 1번 출입구에 인접한 주차장에 설치되어 2012년 1월 21일부터 2013년 1월 14일까지 개관하였다.

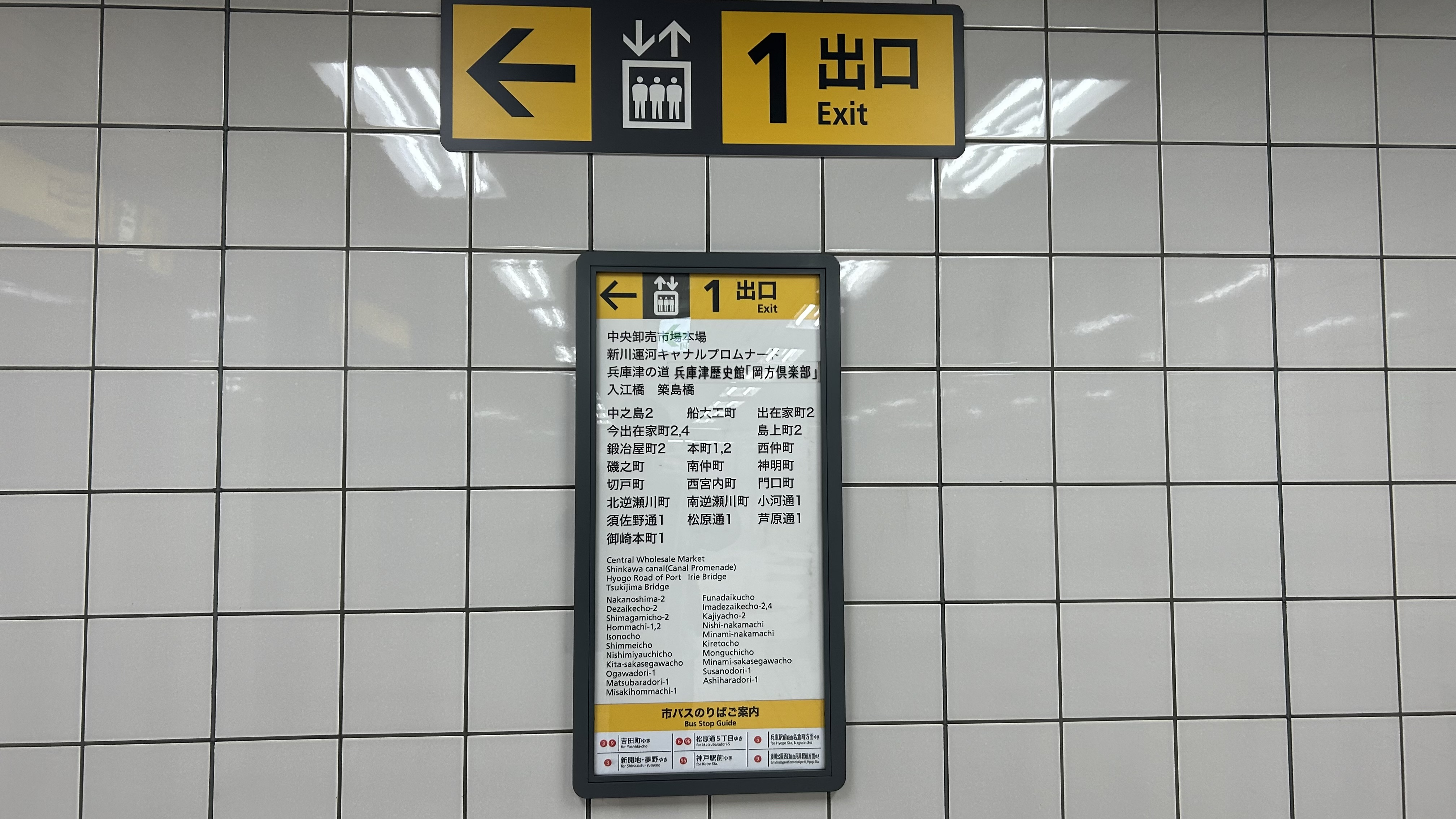
1번 출구 안내
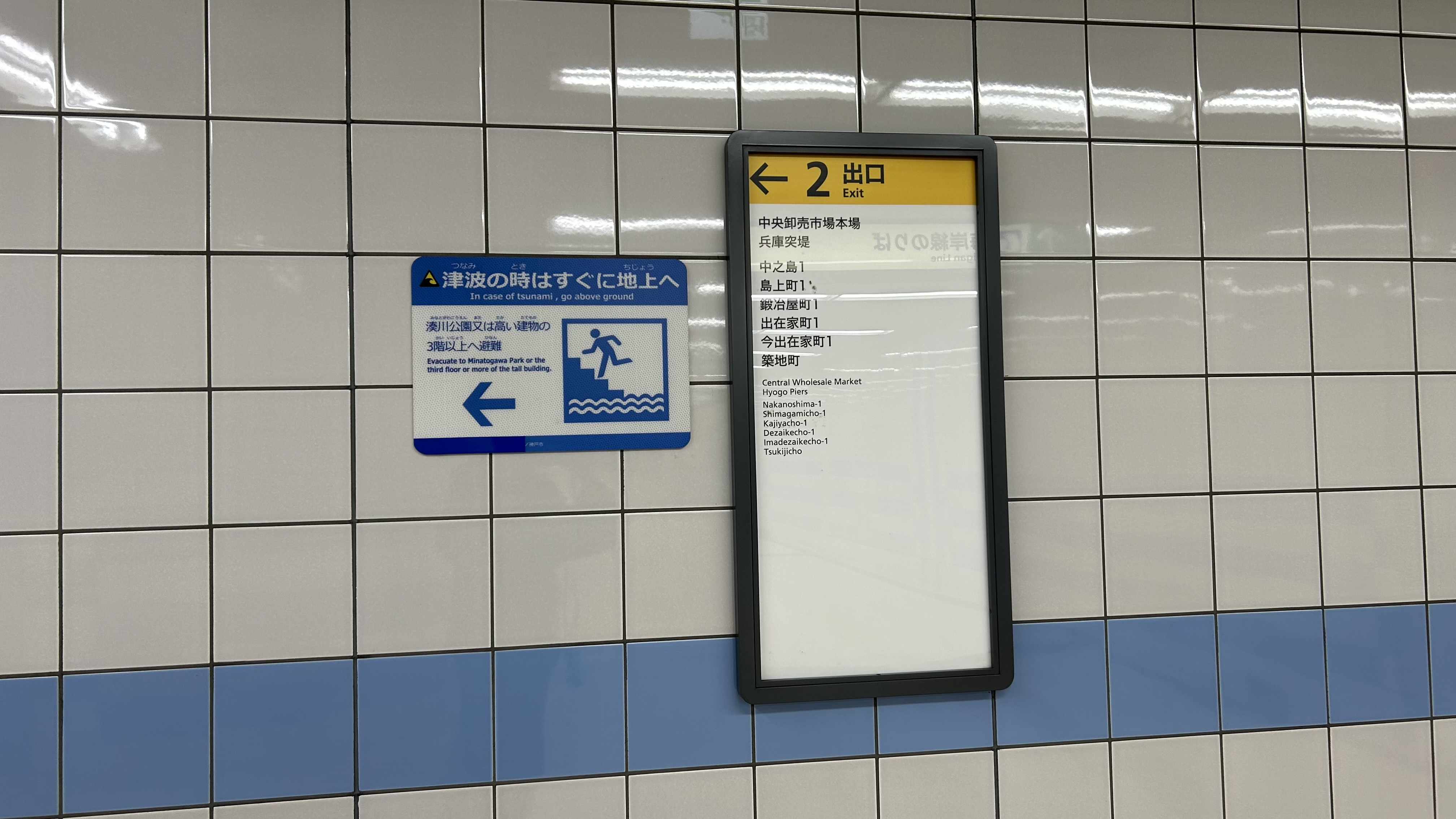
2번 출구 안내

## 역사
- 2001년 7월 7일: 영업 개시.
- 2017년 6월 30일: 역 서측 인접지에 이온몰 고베미나미가 개업함에 따라 이온몰까지 연결 통로가 개통되었다. 개업에 맞춰 개찰구도 기존의 개찰구와는 별도로 증설되었다.

## 인접역
| 고베 시 교통국 가이간 선                  | 고베 시 교통국 가이간 선 | 고베 시 교통국 가이간 선      |
| ----------------------------------------- | ------------------------ | ----------------------------- |
| K 04 하버랜드 산노미야하나도케이마에 방면 |                          | 와다미사키 K 06 신나가타 방면 |